# Хоробут
Хоро́бут (якут. Хорообут) — село в Мегино-Кангаласском улусе Якутии России. Административный центр муниципального образования «Сельское поселение Хоробутский наслег» Мегино-Кангаласского улуса Якутии.

## История
Основано в 1936 г.
До 2001 г. было центром упразднённого Мельжехсинского наслега.

## География
Село расположено в центре региона на Центрально-Якутской равнине, в зоне тайги, в подзоне среднетаёжных лесов, на правом берегу р. Суола (правого притока Лены), в 67 км к востоку от улусного центра пос. Нижний Бестях.
Климат
В населённом пункте, как и во всем районе, климат резко континентальный, с продолжительным зимним и коротким летним периодами. Зимой погода ясная, с низкими температурами. Устойчивые холода зимой формируются под действием Сибирского антициклона. Средняя температура января −41…-42 °С, июля +17…+18 °С. Осадков выпадает 200—255 мм в год.

## Население
| 1000 |

| 2002 | 2010 | 2021 |
| ---- | ---- | ---- |
| 1028 | ↘984 | ↘825 |

Национальный состав
Согласно результатам переписи 2002 года, в национальной структуре населения якуты составляли 97 % от общей численности населения в 1028 чел..

## Инфраструктура
В селе центральная усадьба ООО «Хоробут», основные производства — мясо-молочное скотоводство, мясное табунное коневодство, земледелие (овоще - и картофелеводство, кормовые культуры). Имеются Дом культуры, средняя общеобразовательная школа, учреждения здравоохранения и торговли.
Спортивный зал в селе носит имя Тимира Пинегина, первого олимпийского чемпиона из якутов. Отец Тимира родом из Хоробута, само село считается малой родиной спортсмена.